# Олимпийский комитет Йемена
Олимпийский комитет Йемена (араб. للجنة الأولمبية اليمنية‎) — организация, представляющая Йемен в международном олимпийском движении. Основан в 1971 году; зарегистрирован в МОК в 1981 году.
Штаб-квартира расположена в Сане. Является членом Международного олимпийского комитета, Олимпийского совета Азии и других международных спортивных организаций.